# Astronotus ocellatus
Astronotus ocellatus là một loài cá thuộc họ Cá hoàng đế. Ở Nam Mỹ, nơi nó sống tự nhiên,Tên Khoa Học là  A.ocellatus thường tìm thấy tại các chợ địa phương như một món ăn. Loài cá này cũng được du nhập tới các vùng khác trên thế giới,gồm Trung Quốc,Úc,Hoa Kỳ,Việt Nam...Nó là cá cảnh phổ biến ở Hoa Kỳ.

## Phân loại
Loài này ban đầu được mô tả bởi Louis Agassiz năm 1831 như Lobotes ocellatus, Agassiz tưởng nhầm loài này sống ở biển; sau đó sửa lại thành chi Astronotus. Loài này cũng có một số danh pháp đồng nghĩa: Acara compressus, Acara hyposticta, Astronotus ocellatus zebra, và Astronotus orbiculatus.

## Phân bố

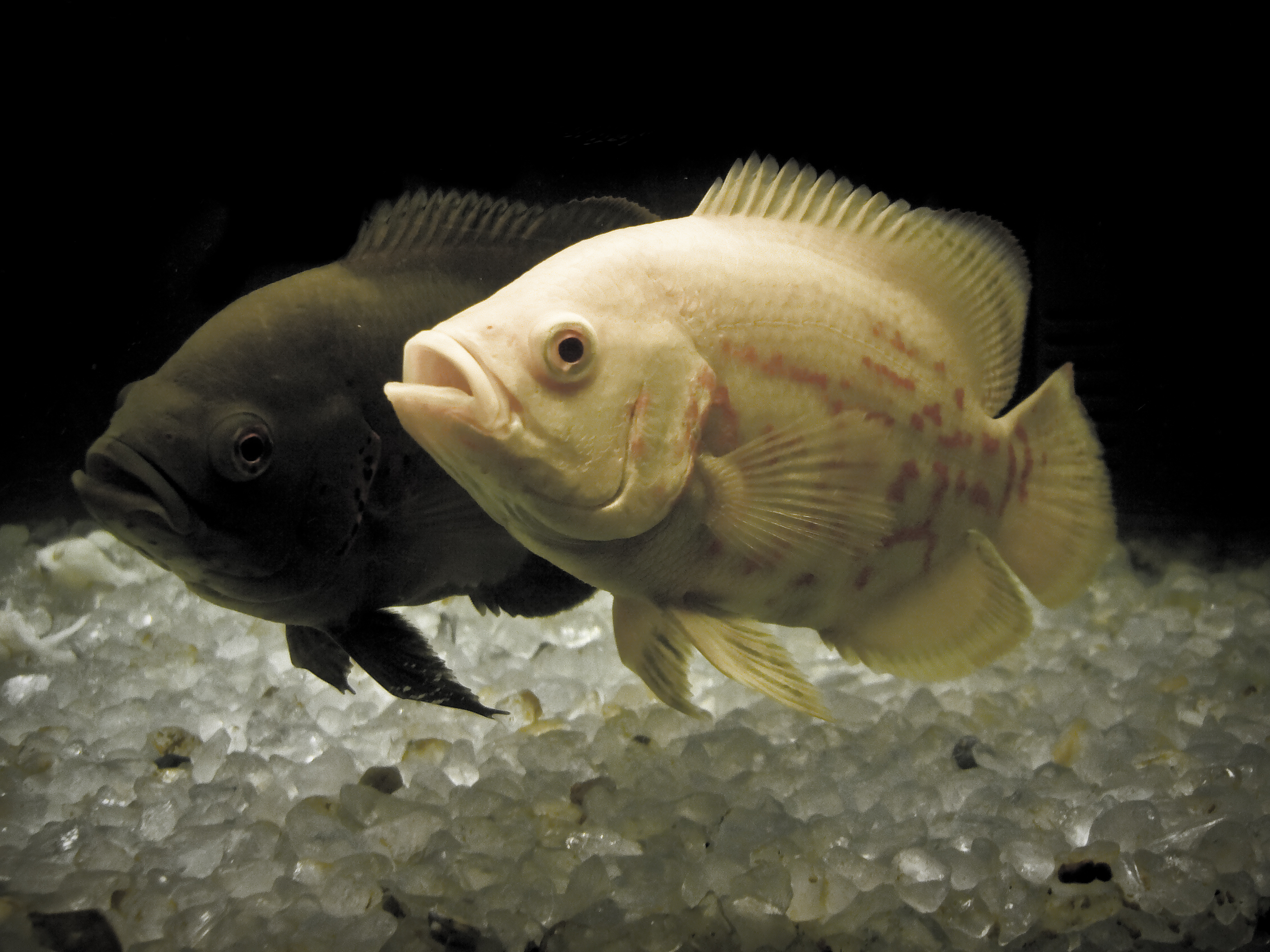
Hai cá thể Astronotus ocellatus

A. ocellatus có nguồn gốc ở Peru, Ecuador, Colombia, Brazil, và Guiana thuộc Pháp, sống ở lưu vực sông Amazon, hệ thống sông Amazonas, Içá, Negro, Solimões, và Ucayali, hệ thống thoát nước sông Approuague và sông Oyapock cũng có loài này. Quần thể hoang dã cũng xuất hiện ở Trung Quốc, miền nam Úc, và Florida, Hoa Kỳ do người nuôi cá cảnh thả ra. Loài này không chịu được nhiệt độ nước quá thấp, nếu lạnh hơn 12.9 °C (55.22 °F) thì chúng sẽ chết.